# Rio Gârbăul Mare
O Rio Gârbăul Mare é um rio da Romênia, afluente do Gârbău, localizado no distrito de Braşov.